# Indianapolis Jets 1948-1949
La stagione 1948-49 degli Indianapolis Jets fu la 1ª e unica nella BAA per la franchigia.
Gli Indianapolis Jets arrivarono sesti nella Western Division con un record di 18-42, non qualificandosi per i play-off.

## Roster
| N°    | Naz.                   | Ruolo | Sportivo         | Anno | Alt. | Peso |
| ----- | ---------------------- | ----- | ---------------- | ---- | ---- | ---- |
|       | Stati Uniti (bandiera) | GA    | Jack Maddox      | 1919 | 191  | 84   |
|       | Stati Uniti (bandiera) | GA    | Paul Napolitano  | 1923 | 188  | 84   |
|       | Stati Uniti (bandiera) | AC    | Roy Pugh         | 1922 | 198  | 95   |
|       | Stati Uniti (bandiera) | C     | Jim Springer     | 1926 | 206  | 107  |
|       | Stati Uniti (bandiera) | G     | Jim Spruill      | 1923 | 188  | 102  |
| 20    | Stati Uniti (bandiera) | GA    | Freddie Lewis    | 1921 | 188  | 88   |
| 20    | Stati Uniti (bandiera) | G     | Lionel Malamed   | 1924 | 175  | 68   |
| 20    | Stati Uniti (bandiera) | GA    | Hal Tidrick      | 1915 | 185  | 86   |
| 22    | Stati Uniti (bandiera) | GA    | Tommy Byrnes     | 1923 | 191  | 79   |
| 22    | Stati Uniti (bandiera) | GA    | Bruce Hale       | 1918 | 185  | 77   |
| 30-70 | Stati Uniti (bandiera) | AC    | Jack Eskridge    | 1924 | 196  | 91   |
| 33    | Stati Uniti (bandiera) | GA    | Fritz Nagy       | 1924 | 188  | 84   |
| 40    | Stati Uniti (bandiera) | G     | Ray Lumpp        | 1923 | 185  | 81   |
| 44    | Stati Uniti (bandiera) | AC    | Charlie Black    | 1921 | 196  | 91   |
| 44    | Stati Uniti (bandiera) | AC    | Leo Mogus        | 1921 | 193  | 86   |
| 50    | Stati Uniti (bandiera) | AC    | John Mandic      | 1919 | 193  | 93   |
| 55    | Stati Uniti (bandiera) | GA    | Ralph Hamilton   | 1921 | 185  | 85   |
| 55    | Stati Uniti (bandiera) | G     | Marty Passaglia  | 1919 | 185  | 77   |
| 60    | Stati Uniti (bandiera) | GA    | Walt Kirk        | 1924 | 191  | 78   |
| 60    | Stati Uniti (bandiera) | A     | Dick Wehr        | 1925 | 193  | 82   |
| 66    | Stati Uniti (bandiera) | GA    | Price Brookfield | 1920 | 193  | 84   |
| 70    | Stati Uniti (bandiera) | A     | Andy Kostecka    | 1921 | 191  | 92   |
| 77    | Stati Uniti (bandiera) | C     | John Mahnken     | 1922 | 203  | 100  |
| 77    | Stati Uniti (bandiera) | AC    | Blackie Towery   | 1920 | 193  | 95   |
| 99    | Stati Uniti (bandiera) | AC    | George Glamack   | 1918 | 198  | 102  |

## Staff tecnico
- Allenatori: Bruce Hale (4-13), Burl Friddle (14-29)